# Peucedanum graeciensis
Peucedanum graeciensis är en flockblommig växtart som beskrevs av Minosuke Hiroe. Peucedanum graeciensis ingår i släktet siljor, och familjen flockblommiga växter. Inga underarter finns listade i Catalogue of Life.